# БлогОпен
БлогОпен (од енгл. BlogOpen) је годишње регионално окупљање блогера које је настало 2007. године. Реализује се као  радно-пријатељски сусрет блогера, где формални тон дају кључна предавања о блогосфери, интернету, као друштву на чији развој утиче ИТ. Уз сваки БлогОпен организују се и округли столови на теме битне за блогосферу, као и за друштво у целини.
У склопу овог догађаја традиционално се објављује књига под називом Блогопедија, која има за садржај различите блог текстове, одабране на основу конкурса. У оквиру сваког БлогОпена се организује и једна хуманитарна акција.
Развојем манифестације, она се ширила на цело дигитално окружење у целом региону бивше СФРЈ, а током сазива 2011. године, организовано и прво Стартап такмичење са 20 стартап пројеката из целог региона.
Од оснивања је организовано 10 годишњих сазива конференције у више градова Србије, а од 2014. БлогОпен се одржава више пута годишње као манифестација мањег формата, округлих столова и панел дискусија. 
Оснивач, иѕвршна директорка и председавајућа конференције БлогОпен је Татјана Веховец, а организатор Центар за нове медије Либер.